# Avenue Charles Rogier (Liège)
Pour les articles homonymes, voir Avenue Rogier.
L'avenue Charles Rogier est une avenue liégeoise.

## Situation et accès
Située dans le quartier d'Avroy, elle est avec le boulevard d'Avroy une des deux artères bordant le parc d'Avroy. Elle débute au carrefour Guillemins-Avroy-Blonden et se termine au carrefour formé par le boulevard d'Avroy et boulevard Piercot.
Voies adjacentes
- Rue des Guillemins
- Boulevard d'Avroy
- Avenue Blonden
- Rue Raikem
- Esplanade Albert-Ier
- Rue Paul Delvaux
- Rue Lebeau
- Rue Forgeur
- Boulevard Piercot

## Origine du nom
L'avenue porte le nom de Charles Rogier, avocat liégeois qui fut un des meneurs de la révolution belge de 1830.

## Bâtiments remarquables et lieux de mémoire
- Hôtel Adolphe Regout d'Émile Deshayes
- 1881 : Le Dompteur de taureaux (Li Tore) de Léon Mignon
- 1885-1886 : Bœuf au repos de Léon Mignon
- 1955 : Monument national à la Résistance du sculpteur Louis Dupont et de l'architecte Paul Etienne.